# Ніч Ящера
«Ніч Ящіра» (англ. Night of the Lizard) — перша серія мультсеріалу Людина-павук 1994 року.

## Сюжет
У місті з'являється гігантська ящірка-мутант. Джона Джеймсон посилає Пітера Паркера знайти і сфотографувати ящірку. Пітер погоджується, так як у його тітки Мей немає грошей щоб заплатити за квартиру. Пітер у костюмі Людини-павука вирушає у каналізацію і фотографує гігантський слід. Він вирушає до університету, щоб з допомогою професора Курта Коннорса з'ясувати, чий це слід. По дорозі він зустрічає однокурсницю Дебру Уітмен. В університеті на Дебру нападає Ящір. Пітер переслідує Ящіра і потрапляє до будинку професора Коннорса. Там він зустрічає дружину і сина Коннорса. Вони кажуть Пітеру, що Ящір — це Курт Коннорс. Він використав препарат, який розробив щоб виростити руку, яку він втратив, працюючи польовим медиком. Спочатку все було добре, але пізніше Курт перетворився на гігантського ящіра. Пітер дослуховує історію і йде на пошуки Коннорса, але у будинок вривається Курт і забирає свою дружину, щоб перетворити її у ящірку, щоб вона ніколи не відчувала болю. Людина-павук відправляється у лігво Ящіра у каналізації і по дорозі зустрічає редактора «Дейлі Б'югл» Едді Брока. Він зв'язує Брока павутиною. У каналізації він все ж знаходить Ящіра і його дружину. Пітер і Ящір починають битися не на життя, а на смерть. Пітеру все ж вдається вживити Ящіру противоотруту і Ящір перетворюється на Коннорса. Пізніше Едді Брок разом з Джеймсоном вирушає до будинку Коннорса, але зустрічають не Ящіра, а Курта Коннорса. Тим часом Пітер повертається додому з грошима і застудою.

## У ролях
- Крістофер Деніел Барнс — Пітер Паркер/Людина-павук
- Лінда Гері — тітка Мей Паркер
- Джозеф Кампанелла — доктор Курт Коннорс/Ящір
- Едвард Еснер — Джона Джеймсон
- Родні Сальсберрі — Джо "Роббі" Робертсон
- Генк Азарія — Едді Брок
- Ліз Джорджез — Дебра Вітмен
- Жизель Лорен — Маргарет Коннорс
- Тобі Скотт Генджер — Біллі Коннорс
- Кен Чандлер — Сем